# Lagerstroemia koehneana
Lagerstroemia koehneana är en fackelblomsväxtart som beskrevs av Karl Moritz Schumann. Lagerstroemia koehneana ingår i släktet Lagerstroemia och familjen fackelblomsväxter. Inga underarter finns listade i Catalogue of Life.